# 3772-es busz
A 3772-es jelzésű autóbuszvonal Kazincbarcika, Edelény, Hangács, Boldva és Miskolc között húzódó regionális vonal, amelyet a MÁV Személyszállítási Zrt. üzemeltet.

## Története

### 2020 előtt
Kazincbarcika városa jelentős szerepet tölt be Borsod-Abaúj-Zemplén megyében. 25 ezres lakónépességével, valamint a megye harmadik legnagyobb városaként a munkahelyek, szolgáltatások, egészségügyi intézmények szép számmal elterjedtek. Az oktatás színvonala szintén magas, több-másik óvoda, általános- és középiskola is helyet foglal a városban. A tömegközlekedése, valamint a nagyobb településekkel való összekötése jól működik, mint ahogy a jelenlegi példa is bemutatja ezt.
Kazincbarcika és a tőle 15 kilométerre fekvő Edelény között a 4040-es buszvonal adja a fő járatokat. Emellett ennek folytatása a 4041-es Szendrő, a 4043-as Ládbesenyő, valamint a 4044-es járatok Hangács irányába, illetve a 3772-es. A Borsod Volán Zrt. és a jogutód ÉMKK üzemeltetése alatt közvetlen eljutás a nagyvárosba Boldváról volt még biztosított, miután 2019-ben átvette a Volánbusz Zrt. az ország szinte összes regionális járatának indítását, még a megszokott tanítási időszakban megfigyelhető járatpár volt érvényben közel 2 éven keresztül.

### Reform után
A 2020. júliusában életbelépett Miskolc–Kazincbarcika–Ózd térségi megreformált menetrend leginkább Borsod-Abaúj-Zemplén megye három legnagyobbik városának tömegközlekedését kívánta újraalkotni. Ennek részeként az autóbuszvonalat meghosszabbították Miskolcig. Eredménye egy Kazincbarcikáról Boldvára közlekedő iskolásjárat, egy Kazincbarcikáról Miskolcra közlekedő járat, mely Edelény, Hangács és Boldva érintésével robog (hétvégén csak a sajóbábonyi elágazásig), valamint a Boldváról Kazincbarcikára közlekedő iskolásjárat meghosszabbított útvonalon, Miskolcról közlekedik.

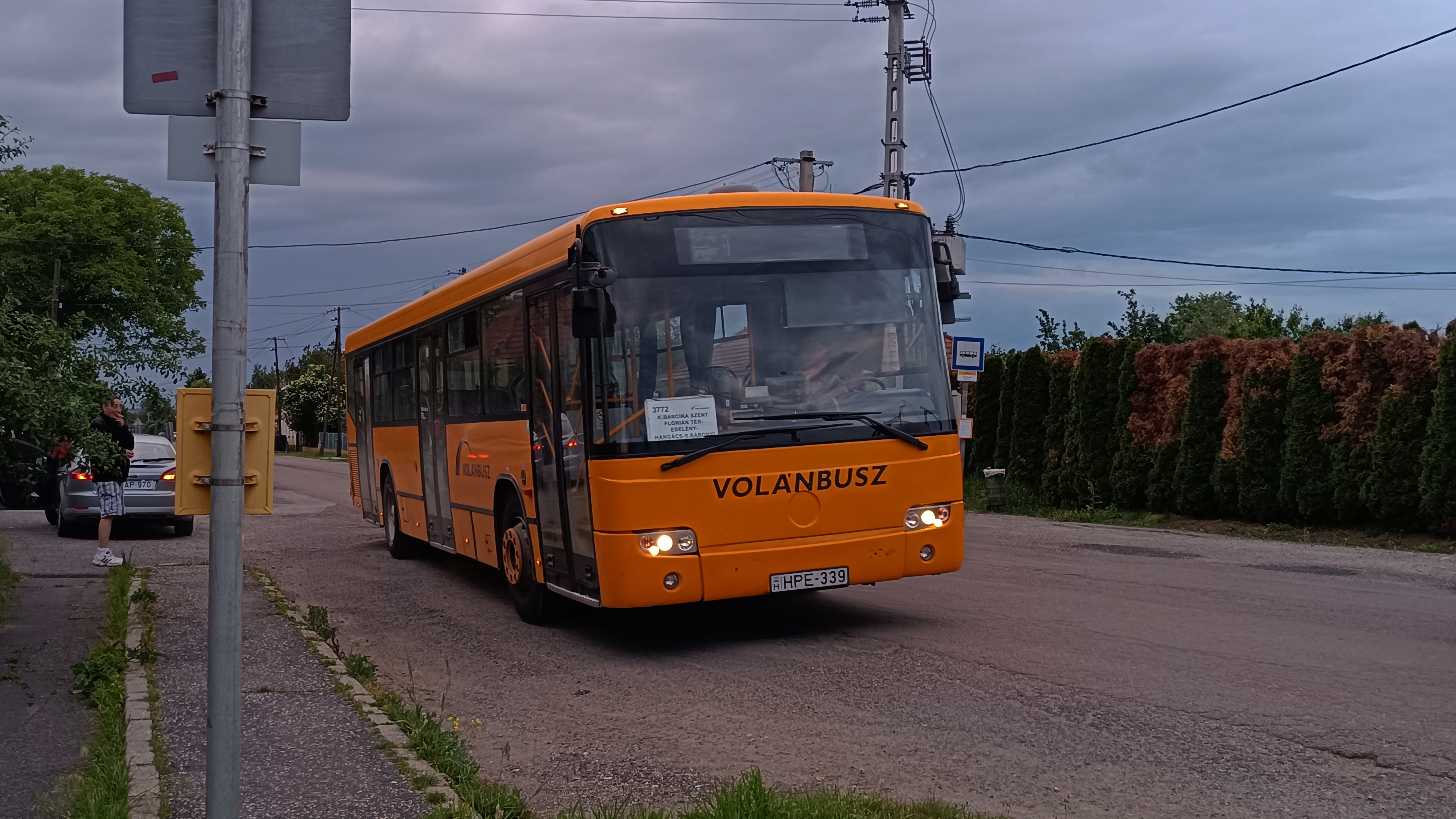
Sajóecsegen – hétvégén csak a sajóbábonyi elágazásig közlekedik, ekkor sajószentpéteri kocsi van kiadva rá

A 2023/24-ben esedékes menetrendváltoztatás részeként egy 3776-os, munkanapi Miskolcról Edelénybe közlekedő járat meghosszabbított útvonalon, a városhoz tartozó szociális gondozóotthonig közlekedik. A busz a városon belül alternatív útvonalon, városházája és bányászklubja irányába közlekedik (a rég elfeledett edelényi helyijáratok közül 1-es járatot leközlekedve).

## Útvonala
A kazincbarcikai autóbusz-állomásról indul. Útját az Egressy Béni úton kezdi el, majd az Építők útján a kórház irányába tart. Onnan a Jószerencsét úton közlekedik egészen a Sajókazinc területén fekvő temetőjéig, utána az egykori Borsodi Vegyi Kombinát, mai nevén BorsodChem Zrt. nevet viselő vegyipari létesítmény mentén kialakított Szent Flórián téri buszállomáson is megáll. Ezután kifordul a 26-os főút, annak országhatár irányába eső szakaszára pár száz méter erejéig, hiszen mindjárt el is hagyja azt, mint ahogy Borsod-Abaúj-Zemplén megye 3. legnagyobb városát is Múcsony irányába, keresztezve a Miskolc–Bánréve–Ózd-vasútvonalat.
A 2606-os mellékúton áthalad a Sajó folyón, később a 2023 decemberében átadott Sajószentpéter és Berente települések elkerülőútjaként szolgáló 260-as főút becsatlakozik a köznyelvben Szelesaknaként nevezett területre. Eképpen ér be első községébe, Múcsonyba, egyből az elejében elágazik az összes Felsőnyárád és Rudabánya irányába közlekedő buszvonaltól és a Deák Ferenc úton folytatja útját. Kisiet a 27-es főútra, melyen balra kanyarodik, így a főút kezdeti pontjával, Sajószentpéterrel ellentétesen megy. A vonal 14. kilométerén érkezik első városába, Edelénybe. Központját a Szentpéteri úton éri el, a Bódva túloldalán áll meg a helyi buszállomáson. Innen Edelény egyik 1963-ig független városrészébe, Finkére hajt, mellyel együtt a továbbiakban a Miskolc–Tornanádaska-vasútvonallal párhuzamosan folytatja kilométereit.
Utána a vele szomszédos Borsodszirákot érinti, amit észak-déli viszonylatban szétvág, illetve a 94-es vasútvonalon át is lép. A Cserehátra jellemző dimbes-dombos közeg rendkívül megmutatkozik itt, főleg mikor a 26 137-es mellékúton három zsákfaluba kitérést tesz, melyek sorba Ziliz, Nyomár és Hangács. A Ziliz- és a Hangács-patak menti falvak legnagyobbikát is alig hatszázan lakják, nagy forgalomnak nem örvendnek, hiszen nem szolgál fő útvonalként, Hangács és Damak közé is alig két évtizede építettek aszfaltot, azonban legfőképpen mezőgazdasági tevékenységek zajlanak rajta. Az egykori Ziliz vasúti megállóhelytől délre fekszik a sokáig fő végállomásként szolgáló Boldva. Az Ördög-patak befolyik a faluba, de el is apad a boldvai állomáson, templomja alatt a 2020-ig végpontnak számító hely.
Boldváról a Sajó partja felé távolodik, a mindenkori jelzőlámpás forgalmú Sajó-hídon átkelve Sajóecseg határán van és Petőfi útján. Áthasít a község vasútállomási elágazásához, ahol már közel van ismételten a 26-os főúthoz. A továbbiakban annak négysávos szakaszán közlekedik, három közlekedési csomópont mentén, ezek sorjában aa sajókeresztúri, a már évek óta nem üzemelő Borsodi Ércelőkészítő Műi, és a szirmabesenyői elágazások. A 6 kilométer alatt az összes Sajóbábony, Sajóecseg, Szirmabesenyő, Sajókeresztúr és Sajóvámos irányából jövő buszjárathoz csatlakozik.
A vonal 39. kilométerén Borsod-Abaúj-Zemplén megye központjára, Miskolcra érkezik. A Belvárosba robog déli irányban, a Szentpéteri kapun keresztül, többek között erre található a megye központi kórháza, a miskolci húszemeletes, valamint az útból ágazik ki az egykori miskolci repülőtér felé vezető szakasz is, egy bevásárlóközponti csomópontban. Végállomása a miskolci autóbusz-állomás, a Belvárosban elhelyezkedő Búza tér.

## Közlekedése
Indításai minden nap történnek, abból a lényegesebbek iskolai napokon. Hétvégéken kizárólag Kazincbarcika és Sajóecseg között (Sajóbábonyi elágazás) közlekedik.

### Törzsjárművei
Kazincbarcika, Edelény és Miskolc között szóló autóbuszok közlekednek, ezek közül csak a Miskolc–Kazincbarcika iskolásjárat kivételes, mivel ekkor csuklósbusz jár.
- az FLZ-192 rendszámú Mercedes-Benz Conecto,
- az NWX-327 rendszámú Volvo 8700,
- az SSM-581 rendszámú Credo Econell 12,
- az SSM-647 rendszámú Credo Econell 12,
- az AA JB-328 rendszámú Credo Econell 18 Next autóbuszok.

| Viszonylat                                              | Indításszám | Közlekedési rend |
| ------------------------------------------------------- | ----------- | ---------------- |
| Kazincbarcika, aut. áll. ➝ Boldva, kh.                  | 1 oda       | tanítási napokon |
| Kazincbarcika, Szent Flórián tér ➝ Sajóbábonyi elág.    | 1 oda       | hétvégén         |
| Kazincbarcika, Szent Flórián tér ➝ Miskolc, aut. áll.   | 1 oda       | munkanapokon     |
| Miskolc, aut. áll. ➝ Edelény, Szociális Gondozó Intézet | 1 oda       | munkanapokon     |
| Miskolc, aut. áll. ➝ Kazincbarcika, aut. áll.           | 1 oda       | tanítási napokon |

## Megállóhelyei
| 0                                                                        | Kazincbarcika, autóbusz-állomás végállomás                               | 0.0 km  | 3, 9 1054 3408, 3756, 3763, 3764, 3765, 3766, 3767, 3770, 3773, 4040, 4041, 4043, 4046, 4047, 4048, 4050, 4052, 4057, 4059, 4060, 4065, 4066, 4069, 4070, 4075, 4080, 4082, 4083, 4084, 4154 |
| 1                                                                        | Kazincbarcika, Ifjúmunkás tér                                            | 0.8 km  | 3 3408, 3756, 3763, 3764, 3765, 3770, 3773, 4040, 4041, 4043, 4044, 4047, 4048, 4050, 4052, 4057, 4059, 4060, 4065, 4066, 4069, 4070, 4075, 4080, 4082, 4083, 4084, 4153 |
| 2                                                                        | Kazincbarcika, kórház                                                    | 1.2 km  | 3 1054 3408, 3756, 3763, 3764, 3765, 3770, 3773, 4040, 4041, 4043, 4044, 4047, 4048, 4050, 4052, 4057, 4059, 4060, 4065, 4066, 4069, 4070, 4075, 4080, 4082, 4083, 4084, 4153 |
| 3                                                                        | Kazincbarcika, városháza                                                 | 1.6 km  | 3 1369, 1384, 1410, 1411 3756, 3763, 3764, 3765, 3770, 3773, 4040, 4041, 4043, 4044, 4047, 4048, 4050, 4052, 4059, 4063, 4065, 4067, 4069, 4070, 4075, 4080, 4082, 4083, 4084 |
| 4                                                                        | Kazincbarcika, központi iskola                                           | 2.0 km  | 3756, 3763, 3764, 3765, 3770, 3773, 4040, 4041, 4043, 4044, 4047, 4048, 4050, 4052, 4059, 4063, 4065, 4067, 4069, 4070, 4075, 4080, 4082, 4083, 4084 |
| 5                                                                        | Kazincbarcika, temető                                                    | 2.7 km  | 3756, 3763, 3764, 3765, 3766, 3767, 3770, 3773, 4040, 4041, 4043, 4044, 4046, 4047, 4048, 4050, 4052, 4059, 4063, 4065, 4066, 4067, 4069, 4070, 4075, 4080, 4082, 4083, 4084 |
| 6                                                                        | Kazincbarcika, Szent Flórián tér autóbusz-váróterem vonalközi végállomás | 3.6 km  | 1054, 1369, 1384, 1410, 1411 3756, 3763, 3764, 3765, 3766, 3767, 3769, 3770, 3773, 4040, 4041, 4043, 4044, 4045, 4046, 4047, 4048, 4050, 4052, 4058, 4059, 4061, 4062, 4063, 4065, 4066, 4067, 4069, 4070, 4075, 4079, 4080, 4081, 4082, 4083, 4084, 4194 |
| 7                                                                        | Kazincbarcika, VGV telep                                                 | 4.3 km  | 3769, 4040, 4041, 4043, 4044, 4069, 4070, 4075, 4078, 4079, 4080, 4081, 4082, 4083, 4084 |
| 8                                                                        | Szeles IV. akna                                                          | 6.0 km  | 4040, 4041, 4043, 4044, 4069, 4070, 4075, 4078, 4079, 4080, 4081, 4082, 4083, 4084 |
| 9                                                                        | Múcsony, kazincbarcikai elágazás                                         | 7.4 km  | 3769, 4040, 4041, 4043, 4044, 4069, 4070, 4075, 4078, 4079, 4080, 4081, 4082, 4083, 4084 |
| 10                                                                       | Múcsony, Kossuth utca                                                    | 8.0 km  | 3774, 4040, 4041, 4043, 4044, 4095 |
| 11                                                                       | Múcsony, posta                                                           | 9.0 km  | 3774, 4040, 4041, 4043, 4044, 4095 |
| 12                                                                       | Múcsony, Deák Ferenc utca 50.                                            | 10.1 km | 3774, 4040, 4041, 4043, 4044, 4095 |
| 13                                                                       | IV. akna bejárati út                                                     | 12.1 km | 3774, 4040, 4041, 4043, 4044, 4095 |
| Munkanapokon 1 alkalommal érintett.                                      |                                                                          |         | |
| ∫                                                                        | Edelény, Szociális Gondozó Intézet vonalközi végállomás                  | ∫       | 3793, 4040 |
| 14                                                                       | Edelény, kollégium                                                       | 14.6 km | 3704, 3707, 3708, 3709, 3711, 3774, 3775, 3793, 4040, 4041, 4043, 4044, 4095 |
| 15                                                                       | Edelény, bányász lakótelep                                               | 15.0 km | 3704, 3707, 3708, 3709, 3711, 3774, 3775, 3793, 4040, 4041, 4043, 4044, 4095 |
| 16                                                                       | Edelény, Szentpéteri utca 6.                                             | 15.7 km | 3704, 3707, 3708, 3709, 3711, 3774, 3775, 3793, 4040, 4041, 4043, 4044, 4095 |
| Munkanapokon 1 alkalommal érintett a kórház bejárati út megálló helyett. |                                                                          |         | |
| ∫                                                                        | Edelény, Antal György utca 44.                                           | ∫       | 4040, 4093 |
| ∫                                                                        | Edelény, bányászklub                                                     | ∫       | 4040, 4093 |
| ∫                                                                        | Edelény, városháza                                                       | ∫       | 4040, 4093 |
| 17                                                                       | Edelény, kórház bejárati út                                              | 16.6 km | 3704, 3707, 3708, 3709, 3711, 3774, 3775, 3793, 4040, 4041, 4043, 4044, 4095 |
| 18                                                                       | Edelény, kastély bejárati út                                             | 17.2 km | 3704, 3707, 3708, 3709, 3711, 3774, 3775, 3793, 4040, 4041, 4043, 4044, 4093, 4095 |
| 19                                                                       | Edelény, autóbusz-állomás                                                | 17.6 km | 3703, 3704, 3707, 3708, 3709, 3711, 3713, 3774, 3775, 3776, 3793, 3795, 4040, 4041, 4043, 4044, 4092, 4093, 4094 |
| 20                                                                       | Edelény, KIG telep                                                       | 18.4 km | 3703, 3776, 3795, 4041, 4044, 4094 |
| 21                                                                       | Edelény (Finke), bolt                                                    | 19.1 km | 3703, 3776, 3795, 4041, 4044, 4094 |
| 22                                                                       | Edelény alsó vasúti megállóhely, bejárati út                             | 19.8 km | 3703, 3776, 3795, 4041, 4044, 4094 személyvonat – Edelény alsó (94) |
| 23                                                                       | Edelény (Finke), mezőgazdasági telep                                     | 20.5 km | 3703, 3776, 3795, 4044 |
| 24                                                                       | Borsodszirák, Rákóczi utca 52.                                           | 21.6 km | 3703, 3776, 3795, 4044 |
| 25                                                                       | Borsodszirák, kultúrház                                                  | 22.1 km | 3703, 3776, 3795, 4044 |
| 26                                                                       | Borsodszirák, Állomás út                                                 | 23.2 km | 3703, 3776, 3795, 4044 |
| 27                                                                       | Zilizi elágazás                                                          | 24.7 km | 3703, 3776, 3795, 3798, 4044 |
| Naponta 1 alkalommal érintett.                                           |                                                                          |         | |
| ∫                                                                        | Ziliz, bolt                                                              | ∫       | 3776, 3795, 3798, 4044 |
| ∫                                                                        | Ziliz, Kossuth utca 78.                                                  | ∫       | 3776, 3795, 3798, 4044 |
| ∫                                                                        | Kökényesvölgy                                                            | ∫       | 3776, 3795, 3798, 4044 |
| ∫                                                                        | Nyomár, bejárati út                                                      | ∫       | 3776, 3795, 3798, 4044 |
| ∫                                                                        | Nyomár, Kossuth út 39.                                                   | ∫       | 3776, 3795, 3798, 4044 |
| ∫                                                                        | Hangács, orvosi rendelő                                                  | ∫       | 3776, 3795, 3798, 4044 |
| ∫                                                                        | Hangács, tűzoltószertár                                                  | ∫       | 3776, 3795, 3798, 4044 |
| ∫                                                                        | Hangács, orvosi rendelő                                                  | ∫       | 3776, 3795, 3798, 4044 |
| ∫                                                                        | Nyomár, Kossuth út 39.                                                   | ∫       | 3776, 3795, 3798, 4044 |
| ∫                                                                        | Nyomár, bejárati út                                                      | ∫       | 3776, 3795, 3798, 4044 |
| ∫                                                                        | Kökényesvölgy                                                            | ∫       | 3776, 3795, 3798, 4044 |
| ∫                                                                        | Ziliz, Kossuth utca 78.                                                  | ∫       | 3776, 3795, 3798, 4044 |
| ∫                                                                        | Ziliz, bolt                                                              | ∫       | 3776, 3795, 3798, 4044 |
| 27                                                                       | Zilizi elágazás                                                          | 24.7 km | 3703, 3776, 3795, 3798, 4044 |
| 28                                                                       | Boldva, kővágó                                                           | 26.8 km | 3703, 3776, 3795, 3798 |
| 29                                                                       | Boldva vasúti megállóhely, bejárati út                                   | 27.5 km | 3703, 3776, 3795, 3798 személyvonat – Boldva (94) |
| 30                                                                       | Boldva, községháza vonalközi végállomás                                  | 28.0 km | 3703, 3776, 3795, 3798 |
| 31                                                                       | Boldva, iskola (↓) Boldva, templom (↑)                                   | 28.6 km | 3703, 3705, 3776, 3777, 3795, 3798 |
| 32                                                                       | Boldva, vízmű                                                            | 29.3 km | 3703, 3776, 3777, 3795 |
| 33                                                                       | Sajóecseg, vízmű                                                         | 31.1 km | 3703, 3776, 3777, 3795 |
| 34                                                                       | Sajóecseg, községháza                                                    | 31.8 km | 3703, 3776, 3777, 3795, 3797 |
| 35                                                                       | Sajóecseg vasútállomás, bejárati út                                      | 32.6 km | 3703, 3776, 3777, 3795, 3797 expresszvonat, személyvonat – Sajóecseg (92, 94) |
| 36                                                                       | Sajóbábonyi elágazás vonalközi végállomás                                | 33.4 km | 3703, 3704, 3707, 3708, 3709, 3711, 3754, 3757, 3760, 3761, 3763, 3764, 3765, 3770, 3773, 3774, 3775, 3776, 3777, 3793, 3795, 3797 |
| 37                                                                       | Sajókeresztúri elágazás                                                  | 35.0 km | 3703, 3707, 3754, 3757, 3760, 3761, 3763, 3764, 3765, 3770, 3773, 3775, 3776, 3777, 3797 |
| 38                                                                       | Sajókeresztúr, ipari park bejárati út                                    | 35.9 km | 3703, 3704, 3707, 3708, 3709, 3711, 3754, 3757, 3760, 3761, 3763, 3764, 3765, 3770, 3773, 3774, 3775, 3776, 3797 |
| 39                                                                       | Szirmabesenyői elágazás                                                  | 37.8 km | 3700, 3701, 3702, 3703, 3704, 3705, 3707, 3708, 3709, 3711, 3714, 3754, 3757, 3760, 3761, 3763, 3764, 3765, 3770, 3773, 3774, 3775, 3776, 3777, 3797 |
| 40                                                                       | Miskolc, Stromfeld laktanya                                              | 38.9 km | 1369, 1384, 1410, 1411 3700, 3701, 3702, 3703, 3704, 3705, 3707, 3708, 3709, 3711, 3714, 3754, 3757, 3760, 3761, 3763, 3764, 3765, 3766, 3767, 3769, 3770, 3773, 3774, 3775, 3776, 3777 |
| 41                                                                       | Miskolc, repülőtér bejárati út                                           | 40.0 km | 3, 3A, 8, 12, 12G, 14, 14G, 20, 24, 36, 54, 240, 914 1369, 1384, 1410, 1411 3700, 3701, 3702, 3703, 3704, 3705, 3707, 3708, 3709, 3711, 3714, 3754, 3757, 3760, 3761, 3763, 3764, 3765, 3766, 3767, 3769, 3770, 3773, 3774, 3775, 3776, 3777 |
| 42                                                                       | Miskolc, megyei kórház                                                   | 40.9 km | 3, 3A, 12, 12G, 14, 14G, 20, 24, 36, 54, 914 1369, 1384, 1410, 1411 3700, 3701, 3702, 3703, 3704, 3705, 3707, 3708, 3709, 3711, 3714, 3754, 3757, 3760, 3761, 3763, 3764, 3765, 3766, 3767, 3769, 3770, 3773, 3774, 3775, 3776, 3777 |
| 43                                                                       | Miskolc, Leventevezér utca                                               | 41.6 km | 3, 12, 12G, 14, 14G, 20, 36, 54, 914 3700, 3701, 3702, 3703, 3704, 3705, 3707, 3714, 3754, 3757, 3760, 3761, 3763, 3764, 3765, 3770, 3773, 3774, 3775, 3776, 3777 |
| 44                                                                       | Miskolc, autóbusz-állomás végállomás                                     | 42.8 km | 1, 1G, 3, 3A, 4, 7, 11, 12G, 20, 20A, 24, 28, 32, 34G, 35, 43, 44, 45, 101B, 900, 914, 935 1050, 1053, 1369, 1370, 1372, 1373, 1374, 1375, 1376, 1377, 1380, 1381, 1383, 1384, 1410, 1411 3700, 3701, 3702, 3703, 3704, 3705, 3706, 3707, 3708, 3709, 3710, 3711, 3712, 3714, 3715, 3716, 3717, 3718, 3719, 3720, 3721, 3722, 3723, 3724, 3726, 3727, 3728, 3729, 3730, 3731, 3733, 3734, 3735, 3736, 3737, 3738, 3739, 3740, 3741, 3742, 3743, 3744, 3745, 3746, 3747, 3748, 3749, 3750, 3751, 3752, 3753, 3754, 3755, 3757, 3760, 3761, 3764, 3765, 3766, 3767, 3770, 3773, 3774, 3775, 3776, 3777, 4019 |